# Fredrika Bremer

Fredrika Bremer. Gemälde von Johan Gustaf Sandberg (1843)

Fredrika Bremer (* 17. August 1801 auf dem Gut Tuorla bei Piikkiö; † 31. Dezember 1865 auf Schloss Årsta, Gemeinde Haninge) war eine schwedische Schriftstellerin und Initiatorin der schwedischen Frauenbewegung.

## Leben
Fredrika Bremer war die Tochter eines Stahlfabrikanten und stammte aus dem gehobenen Bürgertum. Sie verweigerte sich einem standesgemäßen Leben als verheiratete, auf das Haus beschränkte Frau und wurde Schriftstellerin. 1849 brach sie zu einer Reise in die USA auf und richtete dort ihr besonderes Augenmerk auf die Situation von Frauen in der Neuen Welt.

## Bedeutung
Durch ihre zahlreichen Kontakte und durch Erkenntnisse, die sie auf Reisen gewonnen hatte, verschaffte sie der intellektuellen Führungsschicht Skandinaviens Zugang zum Stand der Diskussion über die Rolle der Frau in anderen Ländern. In den USA traf sie Lucretia Mott und andere Feministinnen. In Stockholm schloss sie Freundschaft mit der Engländerin Frances Eliza Lewin (1804–1888), von der sie mit den Ideen von Jeremy Bentham, James Mill und dessen Sohn John Stuart Mill vertraut gemacht wurde. 1831 traf sie Per Johan Böklin, der sie in die griechische Philosophie, besonders aber in den Platonismus einführte. In dieser Zeit setzte sie sich auch mit den deutschen Romantikern auseinander. Sie stand in einem regen Austausch mit Mary Howitt, die viele ihrer Werke ins Englische übersetzte. In Louisa Alcotts Little Women wird aus Bremer vorgelesen. Die finnische Feministin Lucina Hagman schrieb eine Biografie über Fredrika Bremer.
Bremers einflussreiches Buch Hemmen i den nya världen (Die Heimath in der neuen Welt) beschreibt als Tagebuch in Briefen, wie der Untertitel lautet, ihre mehrjährige Amerikareise. Sie lobt darin die Gastfreundschaft der Amerikaner und blickt besonders auf die Situation der Frauen. Ihr Roman Hertha (1856) (Hertha oder Geschichte einer Seele. Skizze aus dem wirklichen Leben, 1857), in dem sie bessere Bildungsmöglichkeiten für Frauen und deren rechtliche Gleichstellung forderte, beförderte die frauenfreundliche, fortschrittliche Sozialgesetzgebung Schwedens in den 1850er Jahren.
Bremer gilt als Begründerin des schwedischen Familien- und Gesellschaftsromans. In ihren Skizzen aus dem Alltagsleben beschreibt sie das bürgerliche Familienleben realistisch, fern jeder Romantisierung.

## Werke
Die schwedische Ausgabe jeweils mit dem Jahr der ersten Erscheinung, die Ausgaben der deutschen Übersetzung jeweils nach Treffern bei der DNB oder ÖNB.
- Fader och Dotter (1858) (Vater und Tochter, 1859)
- Familijen H (1830/31) (Die Familie H. Skizze aus dem Alltagsleben, 1841)
- Grannarne (1837) (Die Nachbarn, Universalbibliothek 1003–1006 Leipzig, o. J.;  1875–1879)
- Hemmen i den nya världen (1853/54) (Die Heimath in der neuen Welt. Ein Tagebuch in Briefen, geschrieben auf zweijährigen Reisen in Nordamerika und auf Cuba. Franck:Stuttgart 1854 – Neuausgabe: Durch Nordamerika und Kuba. Reise-Tagebücher in Briefen 1849–1851; hrsg. v. Detlef Brennecke, 2001)
- Hemmet (1839) (Das Haus, oder Familiensorgen und Familienfreuden, 1843)
- Hertha (1856) (Hertha oder Geschichte einer Seele. Skizze aus dem wirklichen Leben, 1857)
- Livfet i gamla verlden (1860/62) (Leben in der alten Welt. Tagebuch während eines vierjährigen Aufenthalts im Süden und im Orient, 1861/63)
- Nina (1835) (Nina, 1841)
- Presidentens döttrar (1834) (Die Töchter des Präsidenten. Erzählung einer Gouvernante, 1862)
- Teckningar utur hvardagslifvet (1828) (Skizzen aus dem Alltagsleben. Nina, 1869)
- Ett par blad ifrån Rhenstranden, eller Marienberg och Kaiserswerth 1846 (1848). Unter blühenden Alleen Reisen durch Deutschland und die Schweiz. Deutsch von Sabine Grauer. Wiesbaden 2018. ISBN 978-3-7374-0045-9.

## Ehrungen
Das Bremer County ist ein County im US-Bundesstaat Iowa in den Vereinigten Staaten. Es konstituierte sich am 15. Januar 1851 und ist nach Fredrika Bremer benannt.
Bremers soziales Engagement und ihre Ideen führten 1884 zur Gründung des Fredrika-Bremer-Förbundet (dt. Fredrika-Bremer-Verbandes), der die Keimzelle der schwedischen Frauenbewegung wurde. Die Namensgebung unterstreicht die Bedeutung von Literatur für die Gruppe. Die Vereinigung verfolgte soziale Ziele.
Die Autorin Selma Lagerlöf schrieb 1894 eine ihrer ersten Geschichten in Osynliga länkar („Unsichtbare Bande“) über „Mamsell Fredrika“.